# Harvey J. Alter
Harvey James Alter (Nova Iorque, 12 de setembro de 1935) é um médico estadunidense.
Recebeu o Nobel de Fisiologia ou Medicina de 2020, juntamente com Michael Houghton e Charles M. Rice, "pela descoberta do vírus da hepatite C".

## Prêmios e honrarias (seleção)
- 1992: Prêmio Memorial Karl Landsteiner[2]
- 2000: Prêmio Lasker-DeBakey de Pesquisa Médico-Clínica[3]
- 2002: Membro da Academia Nacional de Ciências dos Estados Unidos[4]
- 2004: Prix International de l’INSERM
- 2013: Prêmio Internacional da Fundação Gairdner[5]
- 2020: Nobel de Fisiologia ou Medicina[1]